# Scopula vacuata
Scopula vacuata är en fjärilsart som beskrevs av Achille Guenée 1857. Scopula vacuata ingår i släktet Scopula och familjen mätare. Inga underarter finns listade.